# 港鐵市區綫中國青島四方製列車
港鐵市區綫中國青島四方製列車（簡稱，又稱市區綫願景列車），是由中國中車青島四方機車車輛製造的港鐵新一代直流電客運電動列車，製造商產品型號為SFM47/47A，用以全數取代英國製市區綫現代化列車，成為市區綫和港鐵的主力列車車型，總值約60.5億港幣，首列列車已於2022年11月27日起率先於觀塘綫投入服務，然後再伸延至各條路線。然而本型號列車於觀塘綫及港島綫投入服務時是配備現有信號系統，當本型號列車於荃灣綫投入服務時將會按計劃配合Advanced Seltrac CBTC（阿爾斯通和泰雷茲為港鐵市區線重新設計的SelTrac系統）一併投入運作。
本列車是為配合新訊號系統啟用而購置的列車，也是繼市區綫中國長春製列車、南港島綫中國製列車及屯馬綫中國製列車之後，港鐵第四批購自内地的列車，同時是港鐵首次在青島四方購入的直流電通勤型列車。

## 概要
2015年港鐵宣佈招標78列列車，直至同年年中公布結果。原先港鐵考慮翻新15列車齡較低的市區綫現代化列車（G-Stock以及H-Stock），但因為考慮維修成本以及信號系統更新等問題，而且翻新列車已超出列車設計壽命範圍，結果港鐵最終於2015年7月批出93列列車合約（C6014-14E），總值約60億港元（$6,054,375,000），由中車青島四方機車車輛公司中標 。列車將會行走於荃灣綫、港島綫、觀塘綫及將軍澳綫。
這批新列車在完成設計及製造後在中國青島工場裝嵌，並由港鐵派駐工程人員至車廠工場以監督整個組裝生產過程。首列新列車在2017年9月27日完成裝嵌，並於同年12月21日舉行下線典禮，并於2018年1月25日由青島港直接付運到港。
值得一提的是，本型列車雖然在中國組裝，但絕大多數機電系統、配件，均由日本及歐洲（尤其是法國）廠商製造。列車部份設計則參照自市區綫中國長春製列車、南港島綫中國製列車、東鐵綫現代列車及屯馬綫中國製列車。
新列車在2018年初至2025年陸續運抵小蠔灣車廠，按嚴謹的驗收程序進行測試，並於2018年3月18日收車後的非行車時間開始於東涌綫進行不載客試行。新列車起初預定首先於荃灣綫投入服務，然後才伸延至其餘各市區綫，以便配合荃灣綫更換新訊號系統，因此本來首批本型號列車會在荃灣綫開始試車及在該綫投入服務，之後本型號列車的服務範圍將延伸至全市區綫。但2019年3月18日凌晨，荃灣綫兩列市區綫現代化列車在中環站測試新訊號系統期間發生撞車事故，間接導致列車投入服務的時間延遲，加上新訊號系統目前仍在獨立委員會的審核下，廠商亦須重新設計不同的安全部分後，才可重新開始試車工作，因此荃灣綫訊號系統更換工程預計要延遲至2023年底完成。新車亦要延遲投入服務。目前，市區綫願景列車將有最少18列使用舊信號系統營運，以便盡快更換舊列車，其餘列車則留待信號系統更換完成後才陸續於各線投入服務。新列車投入服務後將會全數取代93列市區綫現代化列車。
2022年3月10日，港鐵發表2021年年度業績，表示路軌沿綫的信號硬件更換進展順利，但由於涉及複雜的技術事宜和疫情關係，承辦商需要較預期更長的時間才可完成公司要求的軟件安全保證工作。此項工作對確保新信號系統的安全性至關重要，並將繼續與承辦商密切合作，推動工程向前邁進，同時考慮到信號系統更換工程在時間表和造價上均面對重大挑戰，因此決定分階段為所有新列車配備現有系統以確保新列車可按計劃投入服務，並預計首列新列車於2022年投入服務，其餘新列車將在隨後數年分階段投入載客服務。同年8月22日，首列列車於觀塘綫進行試車。
2022年11月22日，港鐵宣佈首列列車將於11月27日首航行走觀塘綫；同月27日早上8時58分，首列列車（A753/A754）於觀塘綫正式投入服務，並由彩虹站開出。頭班車吸引過百名鐵路迷在站內等候，期間有鐵路迷高唱「Q-Train投入服務真的很興奮」。
自2023年9月起，港鐵公司陸續為所有市區綫列車的駕駛室門加上直向黃線，以輔助司機停準列車之用。
2024年1月19日，港鐵宣佈此列車的載客服務將會在1月28日擴展至港島綫，並在同月28日正式投入服務。

## 車輛構造

### 外觀

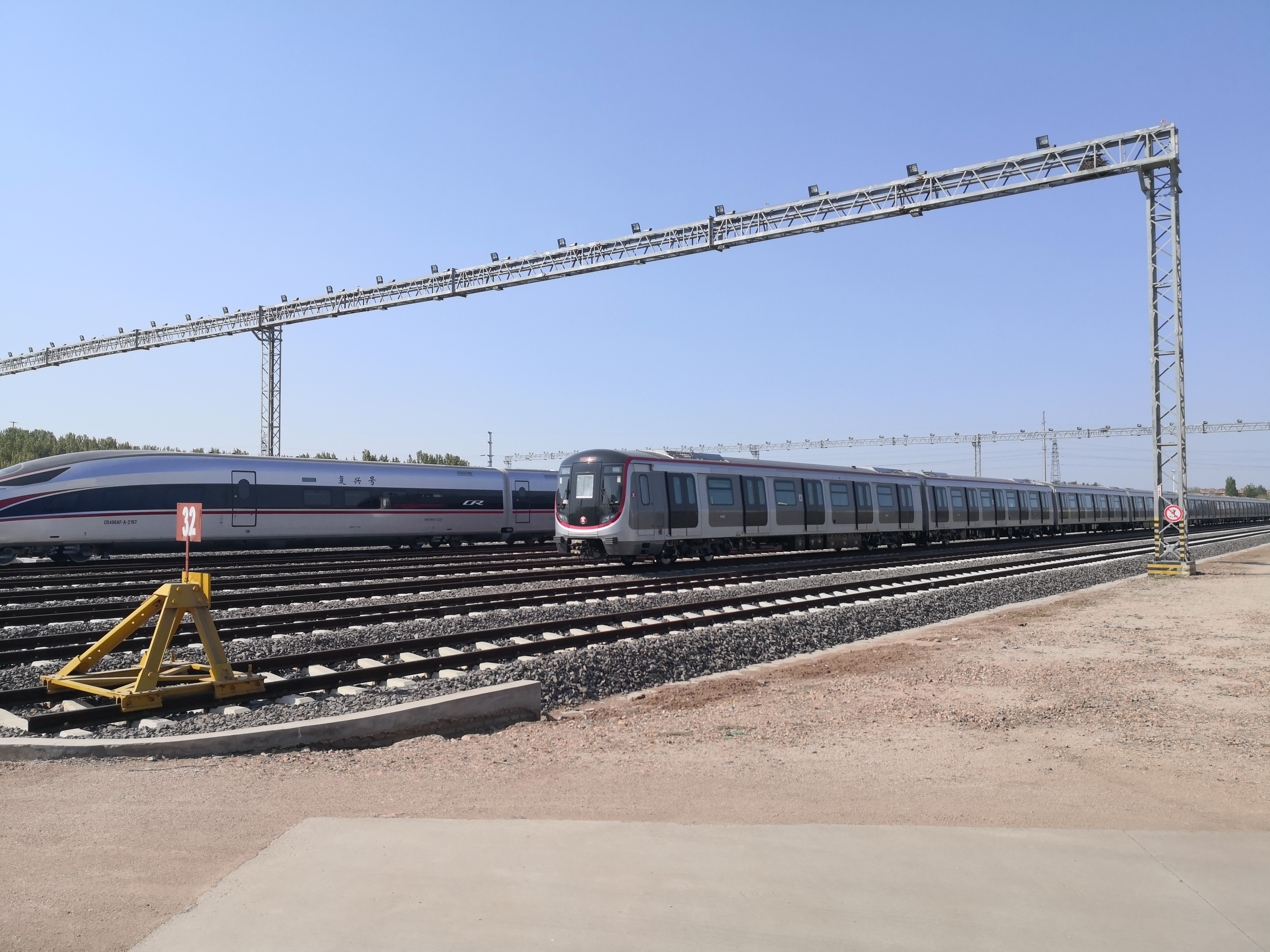
即將交付的荃灣綫列車（A643/A644）停放在中車青島四方機車車輛股份有限公司存車場，旁邊為即將交付予武漢局集團的復興號CR400AF-A-2197

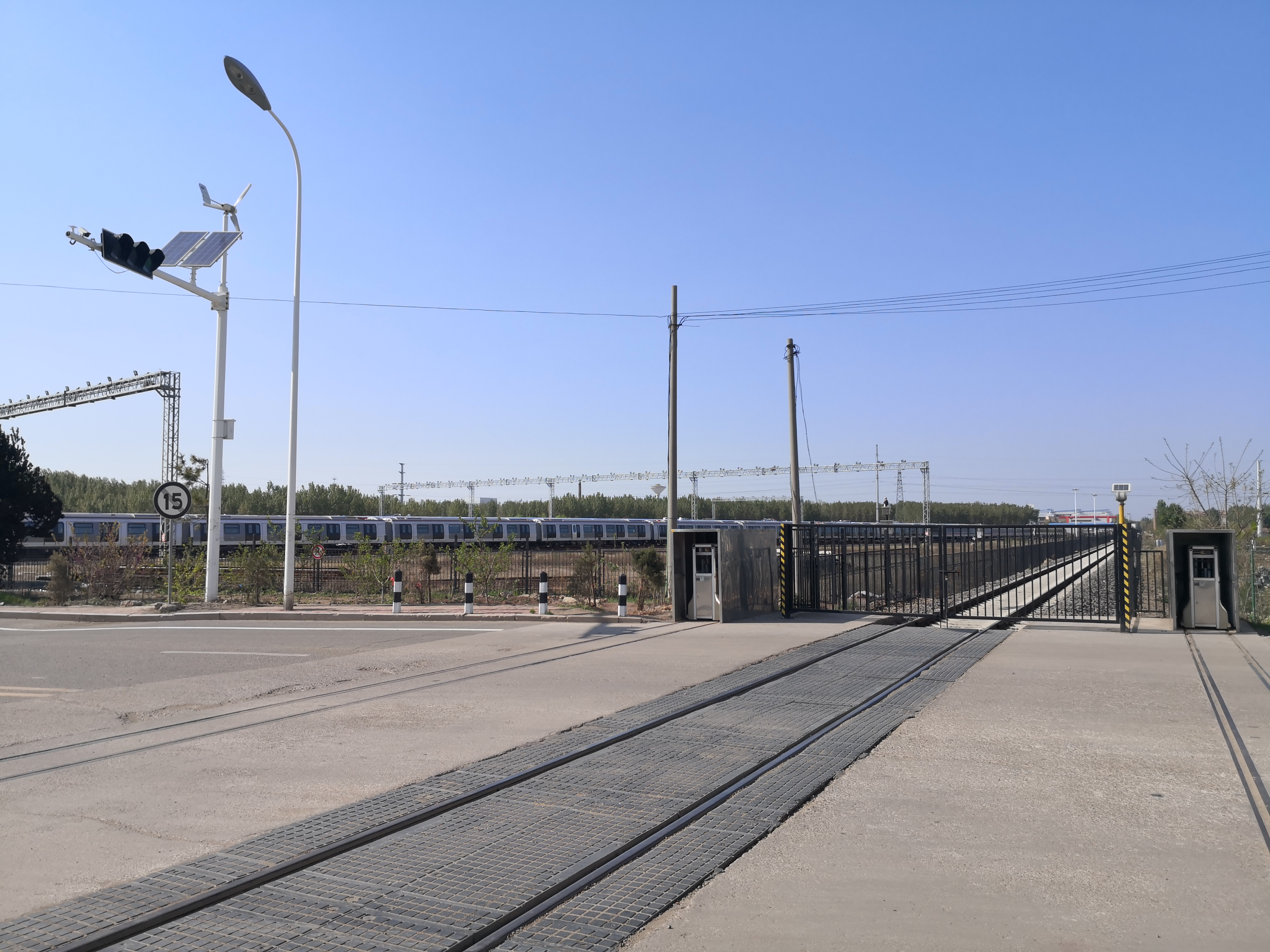
列車在青島廠

這款列車的設計以港鐵鐵路願景計劃（Railway Vision 2020）為基礎，列車車廂內部以及外觀設計繼續由法國MBD design聯同英國普睿谷（PriestmanGoode）負責，車頂飾有紅色條帶，使用「鐵路願景」塗裝，列車外形以及駕駛室的佈置，亦都以2011年底投入服務的市區綫中國長春製列車（C-Train）為基礎並改良，而現代化方式亦都有少部份會類似現時的市區綫現代化列車（M-Train）的效果。 
車門方面與市區綫中國長春製列車（C-Train）相同，客用車門將會採用滑動式車門，而駕駛室兩側的車門則採用嵌入式車門。客用車門以及駕駛室兩側的車門將由上海法維萊交通車輛設備有限公司提供。隔音效果與市區綫中國長春製列車相若，所有車門都設有手握。

### 主要設備
這款列車的自動以及半永久車鉤由法國法維萊交通股份有限公司提供。車卡連貫通道由德國品牌虎伯拉鉸接系統（HÜBNER Group）供應。集電弓由英國Brecknell Willis製造。列車空調系統預計採用澳洲SIGMA Air Conditioning製造的改良型號。
2016年9月28日，三菱電機發佈新聞稿，內容提及中國中車集團中車青島四方機車車輛股份有限公司向該公司訂購電機用品，包括主電動機、推進控制裝置、驅動裝置、輔助電源裝置以及列車管理系統（TCMS）等，均全數由三菱電機伊丹製作所負責，并於2016年至2022年交付予中車青島四方機車車輛股份有限公司。
另外，新列車將可以完全配合將來荃灣綫、港島綫、觀塘綫及將軍澳綫的新信號系統：Advanced Seltrac CBTC（阿爾斯通和泰雷茲為港鐵市區線重新設計的SelTrac系統）。而且，將有兩列願景列車會安裝車載軌道檢測系統（on-board rail inspection system, ORIS），有關合約正在招標。屆時，車載軌道檢測系統能夠紀錄即時軌道影像以及檢測軌道狀態。但是，由於2019年中環站列車相撞事故，令測試系統遙遙無期，而且市區綫現代化列車已經到達壽命限期，不能繼續服務。因此，港鐵決定將現時使用的信號系統安裝於新列車上，以作為過渡期內的臨時措施。
值得一提的是，車廂各站報站廣播在投入服務時已經率先採用新版本，抵達終點站時廣播格式與屯馬綫看齊。

### 内部

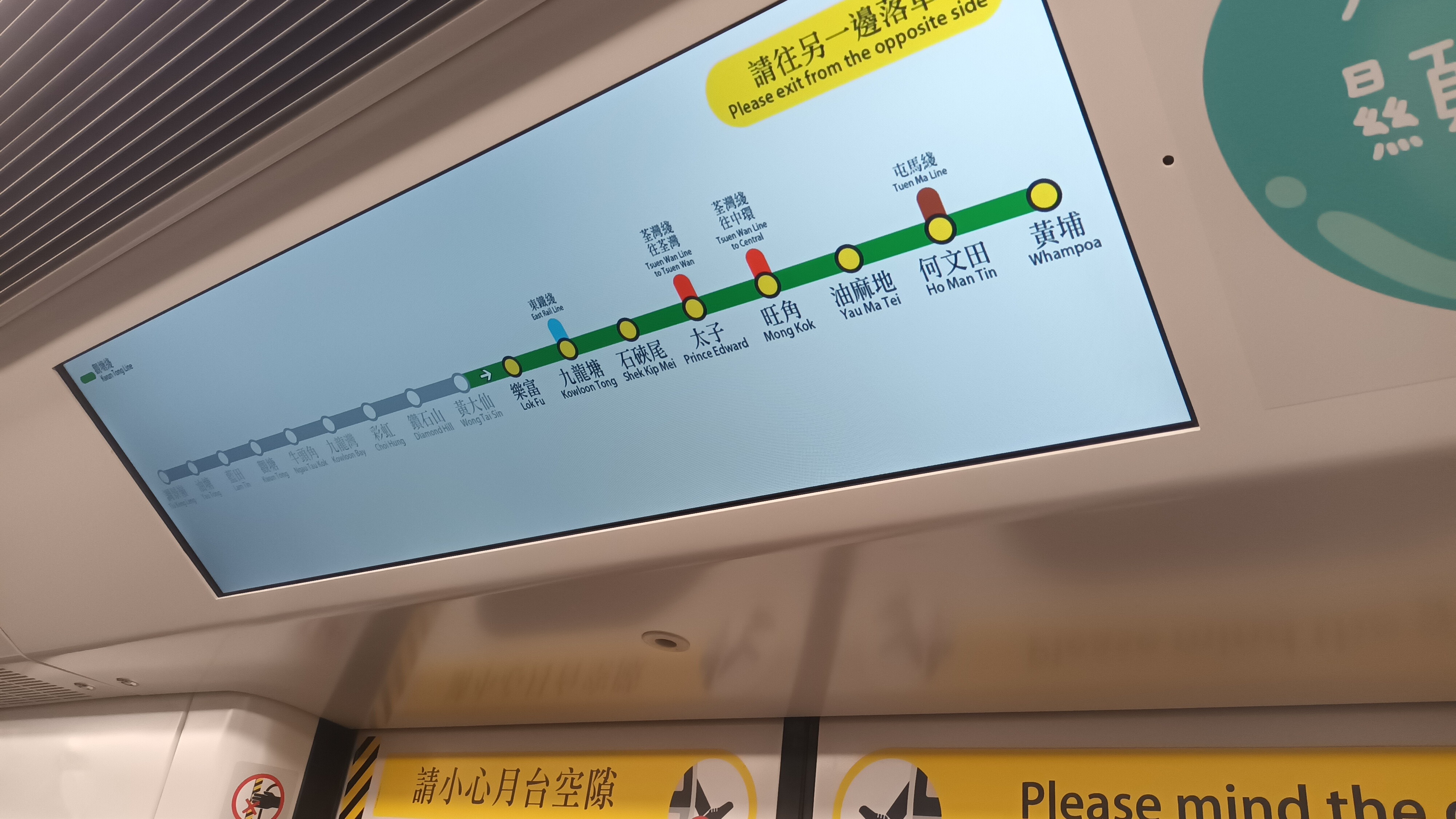
車廂內部安裝的動態路綫圖

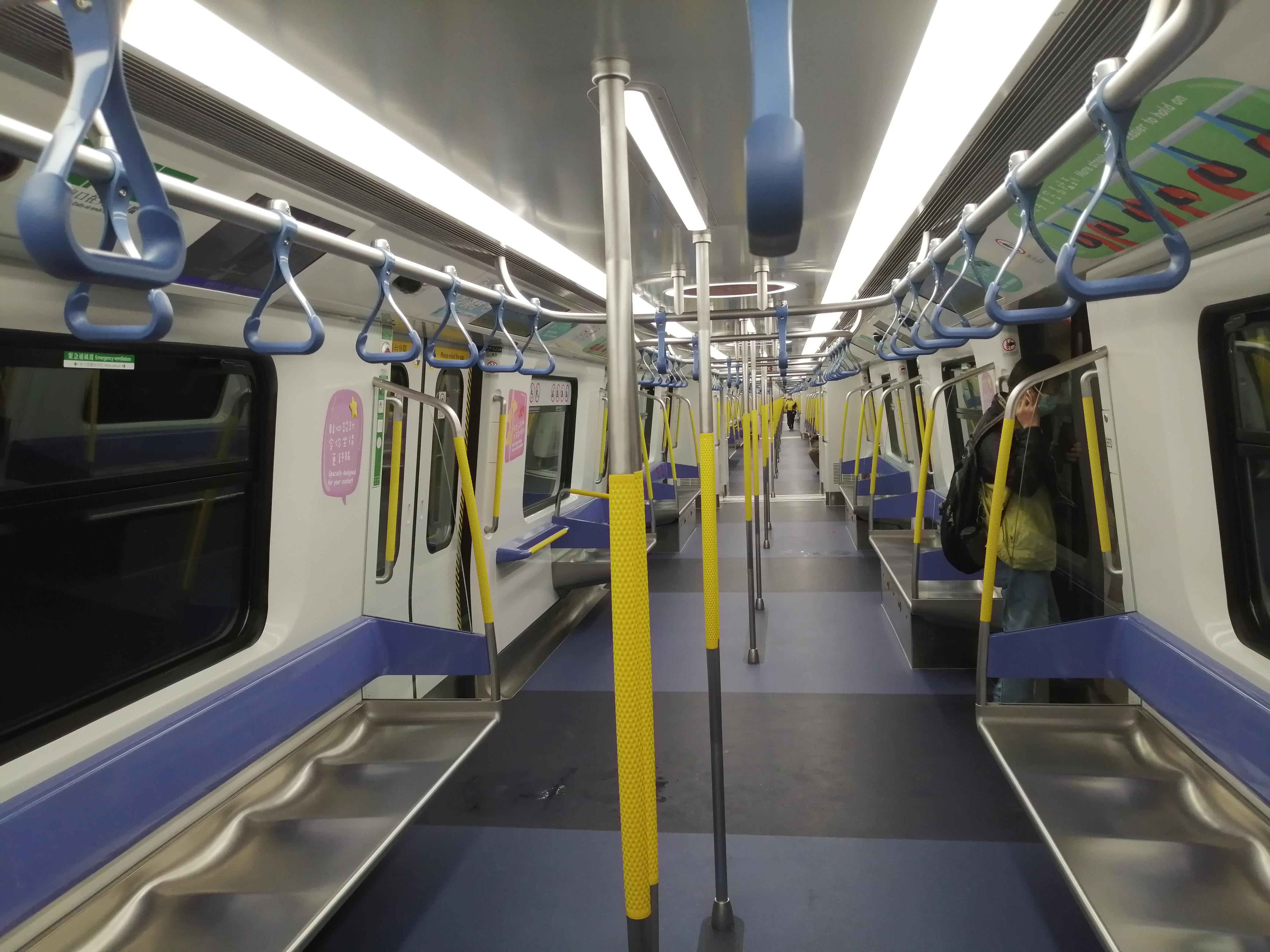
港鐵市區綫願景列車內部

車內佈局則大致參照自南港島綫中國製列車及屯馬綫中國製列車，並採用新一代的照明系統，燈光擺位採用復興號CR400AF和倫敦新地鐵相似的設計，以加強空間感。列車內部用色為群青藍，乃是港鐵首次在列車採用如此配色。
车内扶手改用欖型扶手柱，令更多站立的乘客可以在車廂內緊握扶手。吊環扶手採用與屯馬綫中國製列車一樣的較軟的物料，符合人體工程學和時尚的設計，令乘客緊握扶手時更為舒適，後來出廠時改用類似衣架型藍色新的軟膠扶手，改善乘客手部舒適度和受力的問題。值得留意的是，這款列車是首款在首列列車出廠的時候裝配改良版三角吊環。車廂的地板設計與已退役的港鐵中期翻新列車普通等車廂相似。其中，在車門通道方面，前者是使用深紫色，後者是使用深藍綠色。此外，在座位通道方面，前者是使用淺紫色，後者是使用淺藍綠色。
與近畿川崎列車及屯馬綫中國製列車一樣，車門上方引入新的LCD顯示屏，展示動態路線圖（但車卡連接通道因空間高度不足不設顯示屏，目的地顯示改為在車門上方的顯示屏顯示）。並設有22吋液晶體顯示屏，供港鐵車廂電視使用，但顯示屏不設與港鐵市區綫中國製列車般保留知趣台的報站字幕功能，但部份列車曾用一些報站字幕。列車設有靜音車廂，車廂電視系統由日本電氣（NEC）供應，但港鐵車廂電視的音量較大（靜音車廂由於車廂電視靜音而沒有此問題）。
此外，列車的空調噪音亦較大，有時更會覆蓋廣播聲音，尤其是在列車停站且車門開啟的情況下。
車內座位方面，因應不少乘客經常站在車門旁邊，除了各A卡及B和C卡頭尾兩端之外，其餘座位分佈由現時兩排半6個座位和一組半多用途空間改為三排5個座位和一組半座位（唯相關B和C卡車卡維持共設有39個座位，其中4個關愛座），鼓勵更多乘客走進車廂中間，而且可以提升列車載客量，增加運載能力。
車廂之間的貫通道與上一代列車中國製列車為同一品牌Hubner，但採用韓製列車相似的折棚風擋構造，不像中國製列車與日本製列車的弧形彎曲的軟性風擋擋板。
另外，駕駛室在於出廠時，已採用玻璃座艙（glass cockpit），列車駕駛室主要採用電腦化儀表，以配合全新阿爾斯通-泰雷茲香港改進型SelTrac CBTC（即AdvancedSeltrac）新訊號系統行車。唯由於列車投入服務時仍然使用SACEM（混合使用阿爾斯通及西門子提供的信號系統），因此列車的駕駛室的儀表在投入服務前已改為與市區線中國制列車一樣使用「傳統速度表+車廂狀態顯示屏」的形式，而並非採用玻璃座艙，玻璃座艙預計需要等待市區綫啓用新信號系統後再採用。

## 問題

### 同廠新加坡地鐵列車出現裂紋事件
2016年7月5日，傳真社揭發35列由中國中車青島四方機車車輛製的新加坡地鐵C151A列車出現裂紋，后由檢測機構檢測認為其裂紋並不影響整車結構以及營運安全，列車獲分批返廠進行車身更替修復。
港鐵93列市區綫新列車亦屬涉事的中國生產商亦負責製造。港鐵沒有直接回應是否知道新加坡的列車有質素問題，但指出港鐵購買的列車所使用的車身物料，與新加坡地鐵列車的物料，是來自不同的供應商。
傳真社發表相關調查報道後，時任運輸及房屋局局長張炳良否認知情。不过传真社指出在在2015年1月到6月期间收到相关投诉并要求当局终止合同，但合同最终获批，质疑合同批出用时过快。2016年7月9日，港鐵主席馬時亨承認早在2014年获悉相关问题，但表示港鐵購入的93列的列車，外殼由不鏽鋼製造，與新加坡地鐵列車的鋁合金不同，仍会将安全放在首位。但也表示不排除日後購買新列車時會收緊招標資格。
雖然港鐵表示是次向中車青島四方採購的93列市區綫列車用料不同，會將安全放在首位，不會將貨就價，可是是次事件卻反而揭發部份由川崎重工業及近畿車輛公司生產的近畿川崎列車在進行全面重組為8卡列車編組計劃時發現車頂出現不同程度的扭曲，出現結構性問題。現時部分該型號列車車頂上貼有白色工業用貼紙，避免情況進一步惡化，並於列車重組期間修理，而其中8卡扭曲情況嚴重的車頭車卡，已陸續於「全面重組」期間退役，為其他車廂供應零件。

## 批評及爭議
這款列車和近年港鐵公司購買的南港島綫中國製列車一樣使用「鐵路願景」的設計元素，被網民批評「港鐵」所購置列車外型設計了無新意。在屯馬綫中國製列車的外貌因為與近畿川崎列車相似而被不少人戲稱為「假千九」的背景下，部分市民擔心在中國出廠的列車質素差劣。
另外，新款吊環於市區綫現代化列車個別車廂採用時，劣評如潮，被指欠奉舒適度。就此，港鐵公司以此款吊環為基礎改良設計，之前新設計吊環於港島綫一卡列車進行測試，現以變回原來的新款吊環，而市區綫願景列車將會使用改良設計的新款吊環，但新款吊環便從全軟膠扶手改為上軟膠下硬膠。
除此之外，近年港鐵中國製列車主要都是由法國MBD design進行外觀，並且有不少外觀問題，令市民認為中國廠商製造劣質列車，有一些網民亦認為多次給同一製造商（不論長客或青島製造的列車、還是經常由法國MBD design製造的外觀設計及英國製造的集電弓）也過分倚賴，令經常出現同一製造商有同一問題，例如長春或青島製造的列車座椅和扶手較容易花和甩色，法國MBD design製造的外觀設計太突顯外觀和英國的集電弓製造的有可能會較高等，所以應該不統一製造商。
有網民反映港鐵未有公開工場照片，向市民交代列車製造進度，至2017年9月27日前，網上只有從內部流出的列車電腦預覽圖。後來港鐵於Facebook終於發布1分鐘列車在設計、廠內生產和測試的新車，讓網民更多了解和認知青島製的新列車。

## 未來發展
未來會逐步更換現有的青島四方製列車的關門提示音，例如關門時全面使用實施統一開關門提示聲。

## 外部連結
- 香港鐵路大典上的相关条目：港鐵市區綫中國青島四方製列車